# دة خير (إقليد)
دة خير (بالفارسية: ده خیر) هي قرية تقع في Hasanabad Rural District في إيران. يقدر عدد سكانها بـ 425 نسمة بحسب إحصاء 2016.